# Eurosam
Cet article court présente un sujet plus développé dans : Aster (missile).
Eurosam est un fabricant européen de missiles anti-aériens. Eurosam a été créé sous la forme d'un groupement d'intérêt économique (GIE) en juin 1989 pour le développement de la famille de missiles sol-air futurs (FSAF), à la suite de la signature d'un mémorandum d'entente (Memorandum of Understanding) entre la France et l'Italie.
Eurosam était à l’origine, composé des entreprises suivantes : Aérospatiale, Alenia et Thomson-CSF. Aérospatiale fait à présent partie de MBDA France, les activités « missiles et systèmes de missiles » d'Alenia sont aujourd'hui intégrées à la branche italienne de MBDA tandis que Thomson-CSF est devenu le groupe Thales.
Eurosam est le maître d'œuvre et le system design authority du développement, de la production, du marketing et de la vente des systèmes de défense anti-aérienne et anti-missile employant les missiles Aster couplés à des radars fabriqués par Thales. C'est par exemple lui qui se charge du système SAMP/T Mamba,,.
Son siège est au Plessis-Robinson, à quelques pas de celui de MBDA.